# جوزيف هنري بروس
جوزيف هنري بروس هو سياسي أمريكي، ولد في 15 مايو 1840 في مانشستر في المملكة المتحدة، وتوفي في 28 أبريل 1914. نشط حزبياً في Greenback Party ‏. وقد انتخب عضو مجلس النواب الأمريكي ‏.